# Contrapposizione
Nella logica tradizionale, la contrapposizione è una forma di inferenza immediata in cui una proposizione è dedotta da un'altra e dove la prima ha per soggetto il contraddittorio del predicato della proposizione logica originale. In alcuni casi, la contrapposizione comporta un cambiamento della qualità della prima proposizione (cioè affermazione o negazione). Per la sua espressione simbolica nella logica moderna, si veda la regola della trasposizione. La contrapposizione è distinta dall'inferenza di inversione e di obversione.
Nel linguaggio matematico della logica proposizionale, il termine "contrapposizione" non è comune, e per riferirsi alla negazione di un'implicazione si parla di proposizione contronominale: in linguaggio matematico se {\displaystyle P} e {\displaystyle Q} sono due proposizioni per cui {\displaystyle P\rightarrow Q}, allora la proposizione contronominale {\displaystyle \neg (P\rightarrow Q)} sarà {\displaystyle \neg Q\rightarrow \neg P}.

## Logica tradizionale
Nella logica tradizionale, il processo di contrapposizione è uno schema composto da diversi passaggi di inferenza che coinvolgono proposizioni e classi categoriali. Una proposizione categorica contiene un soggetto e un predicato in cui l'impatto esistenziale della copula implica la proposizione come riferita ad una classe avente almeno un membro. Ciò differisce dalla forma condizionale ipotetica o dalle implicazioni materiali, che sono composte da altre proposizioni, ad esempio "Se P, allora Q" (P e Q sono entrambe proposizioni): il loro impatto esistenziale dipende da ulteriori proposizioni il cui quantificatore esistenziale è istanziato (istanziazione esistenziale) non dall'ipotetico e nemmeno dalle proposizioni dell'implicazione materiale. 
La ‘’contrapposizione piena’’ è la sostituzione reciproca e la negazione simultanea del soggetto e del predicato, ed è valida solo per le proposizioni di tipo "A" e di tipo "O" della logica aristotelica , mentre è condizionatamente valida per le proposizioni di tipo "E" se si opera un cambiamento di quantità dall'universale al particolare (contrapposizione parziale). Poiché l'obversione valida si ottiene per tutti e quattro i tipi (tipi A, E, I e O) di proposizioni tradizionali, producendo proposizioni con il contraddittorio del predicato originale, la contrapposizione (completa) si ottiene convertendo l'obversione della proposizione originale. Per le affermazioni "E", la contrapposizione parziale può essere ottenuta modificando ulteriormente la quantità. Poiché nella definizione di contrapposizione nulla è detto riguardo al predicato della proposizione inferita, tale predicato può essere o il soggetto originale o il suo contraddittorio, risultando in due contrapposti che sono l'uno l'obversione dell'altro nelle proposizioni di tipo "A", "O " ed "E".
Ad esempio: da una proposizione categoriale di tipo "A" originale,
1) Tutti i residenti sono elettori,
che presuppone che tutte le classi –del soggetto e del predicato- abbiano membri e che la portata esistenziale sia implicita nella forma delle proposizioni categoriali, si può derivare anzitutto per obversione la proposizione di tipo "E",
2) Nessun residente è non-votante.
La contrapposta della proposizione originale viene quindi derivata dall'inversione in un'altra proposizione di tipo "E",
3) Nessun non-votante è residente.
Il processo è completato da un'ulteriore obversione risultante nella proposizione di tipo "A" che è la contrapposta inversa della proposizione originale,
4) Ogni non-votante è non-residente.
Lo schema della contrapposizione è il seguente:
| Proposizione originale | Obversione                |   | Contrapposizione (piena) | Contrapposizione (piena) obvertita |
| ---------------------- | ------------------------- | - | ------------------------ | ---------------------------------- |
| (A) Ogni S è P         | (E) Nessun S è non-P      | ↔ | (E) Nessun non-P è S     | (A) Ogni non-P è non-S             |
| (E) Nessun S è P       | (A) Ogni S è non-P        |   | Nessuno                  | Nessuno                            |
| (I) Qualche S è P      | (O) Qualche S non è non-P |   | Nessuno                  | Nessuno                            |
| (O) Qualche S non è P  | (I) Qualche S è non-P     | ↔ | (I) Qualche non-P è S    | (O) Qualche non-P non è non-S      |

Si noti che la contrapposizione è una forma valida di inferenza immediata solo quando applicata alle proposizioni "A" e "O". Non è valida invece per le proposizioni "I", dove l'obversione è una proposizione "O" che non ha un'inversione valida.
La contrapposizione della proposizione "E" è valida solo con limitazioni (per accidens), perché l'obversione della proposizione "E" è una proposizione "A" che non può essere validamente convertita se non in determinati casi, cioè la contrapposizione in associazione con un cambiamento della quantità della proposizione da universale a particolare.
Si noti inoltre che la contrapposizione è un metodo di inferenza che può richiedere l'uso di altre regole di inferenza. L'esito è diverso a seconda che la contrapposizione sia totale o parziale. Le successive applicazioni di inversione e di obversione all'interno del processo di contrapposizione possono essere date da una varietà di nomi.
L’equivalenza logica di un enunciato e del suo contrapposto, come definito nella logica di classe tradizionale, non è uno degli assiomi della logica proposizionale. Infatti, nella logica tradizionale possono essere dedotti molteplici enunciati contrapposti a partire da una stessa affermazione originale.
Per quanto riguarda la proposizione "A", questa è evitata nel simbolismo della logica moderna dalla regola di trasposizione, detta anche legge di contrapposizione.
Nel suo uso tecnico nel campo della logica filosofica, il termine "contrapposizione" può essere limitato dai logici (es. Irving Copi, Susan Stebbing) alla logica tradizionale e alle proposizioni categoriali. In questo senso, il termine "contrapposizione" è solitamente indicato con "trasposizione" quando è applicato ai periodi ipotetici o alle implicazioni materiali.